# WorldView-4
WorldView-4は、2016年11月11日にアトラス Vにより打ち上げられたデジタルグローブ社の第三世代の商用地球観測衛星。分解能は31cmで打ち上げ時点で世界で最も分解能の高い商用地球観測衛星となる予定だったが、2014年8月に同じ分解能31cmの性能を持つWorldView-3が先に打ち上げられた。
当初はGeoEye-2の名称で2013年初頭の打上げが予定されていたが、2014年8月に衛星名をGeoEye-2からWorldView-4に変更することと2016年に打ち上げを行う予定であることが発表された。
アメリカ政府とその同盟国のみが最高レベルの分解能をもつ衛星で撮影した画像を利用でき、その他はアメリカ政府がライセンスを発行する50cm分解能の画像までしか利用できないという規制があったことと、2013年にジオアイ社とデジタルグローブ社（存続会社はデジタルグローブ社）が合併した影響を受けて打ち上げが遅れていたが、2014年6月に一般的な画像利用に対する分解能の規制が25cmまで緩和されたことを受けて、打ち上げを行う目処が立った。
WorldView-4の製造にあたっては、IKONOSの製造を請け負ったロッキード・マーティン社がジオアイ1号を製造したジェネラル・ダイナミクス社を抑えて製造業者に選定された。ジェネラル・ダイナミクス社はジオアイ1号の契約で資金が足りず、ジオアイ社と折り合いを付けることができなかった。センサはITT Corporationが設計した。
2019年1月、4つある制御モーメントジャイロスコープの1つが故障したため運用を終了した。これを受けてデジタルグローブ社の株価は一時半額になるなど大幅に下落した。